# Chloé Paquet
Chloé Paquet (Versailles, 1º luglio 1994) è una tennista francese.

## Carriera
Ha vinto 7 titoli nel singolare e 1 nel doppio nel circuito ITF nella sua carriera. Il 5 agosto 2024, ha raggiunto il best ranking mondiale nel singolare, nr 96, e il 12 giugno 2017 invece ha conseguito il suo best ranking mondiale nel doppio, nr 247.
Nel 2017, ha superato per la prima volta in carriera un turno in una prova Slam, al Roland Garros, estromettendo la ceca Kristýna Plíšková, prima di arrendersi alla testa di serie numero 28 Caroline Garcia, in due set. In doppio, in coppia con Myrtille Georges, superano a sorpresa la coppia formata da Anna-Lena Grönefeld/Květa Peschke teste di serie numero 11, prima di arrendersi alla coppia veterana composta da Kirsten Flipkens/Francesca Schiavone. Partecipa anche al misto insieme al connazionale Benoît Paire, dove anche in questo caso la sua corsa si arresta al secondo turno, per mano delle settime teste di serie Gabriela Dabrowski/Rohan Bopanna.
Nel mese di novembre, raggiunge la prima finale in doppio a livello WTA, al torneo di Engie Open de Limoges disputatosi a Limoges, dove fa coppia con Pauline Parmentier, ma vengono sconfitte nettamente da Valerija Savinych/Maryna Zanevs'ka.
Al torneo di Strasburgo 2019, Chloé raggiunge la sua prima semifinale in singolare in un torneo WTA, dove batte in serie la testa di serie numero 5 Sofia Kenin, la qualificata cinese Han Xinyun e l'australiana Dar'ja Gavrilova, sempre in due set. Giunta alle ultime quattro, si arrende alla connazionale e quarta forza del tabellone Caroline Garcia.

## Circuito WTA 125

### Singolare

#### Sconfitte (3)
| N. | Data             | Torneo                            | Superficie  | Avversaria in finale | Punteggio        |
| 1. | 10 dicembre 2023 | Open Angers Arena Loire, Angers   | Cemento (i) | Clara Burel          | 6-3, 4-6, 2-6    |
| 2. | 5 maggio 2024    | Open 35 de Saint-Malo, Saint-Malo | Terra rossa | Loïs Boisson         | 6-4, 6(3)-7, 3-6 |
| 3. | 18 maggio 2025   | Clarins Open, Parigi              | Terra rossa | Katie Boulter        | 6-3, 2-6, 3-6    |

### Doppio

#### Sconfitte (1)
| N. | Data             | Torneo                   | Superficie  | Partner            | Avversarie in finale               | Punteggio |
| 1. | 12 novembre 2017 | Open de Limoges, Limoges | Cemento (i) | Pauline Parmentier | Valerija Savinych Maryna Zanevs'ka | 0-6, 2-6  |

## Statistiche ITF

### Singolare

#### Vittorie (7)
| Torneo $100.000 (0) |
| Torneo $80.000 (1)  |
| Torneo $75.000 (0)  |
| Torneo $60.000 (1)  |
| Torneo $50.000 (0)  |
| Torneo $40.000 (0)  |
| Torneo $25.000 (4)  |
| Torneo $15.000 (1)  |
| Torneo $10.000 (0)  |

| N. | Data             | Torneo                                         | Superficie  | Avversaria in finale | Punteggio        |
| 1. | 14 giugno 2014   | Pavlov Cup, Minsk                              | Terra rossa | Lidzija Marozava     | 6-2, 6-4         |
| 2. | 20 ottobre 2018  | Open GDF Suez de Touraine, Joué-lès-Tours      | Cemento (i) | Myrtille Georges     | 7–6(5), 6-2      |
| 3. | 4 luglio 2021    | Wroclaw World Cup, Breslavia                   | Terra rossa | İpek Öz              | 4-6, 6-3, 6-3    |
| 4. | 25 luglio 2021   | Baksheeva Cup, Kiev                            | Terra rossa | Fanny Stollár        | 7-6(3), 3-6, 6-4 |
| 5. | 24 ottobre 2021  | Netanya Open, Netanya                          | Cemento     | Matilda Mutavdzic    | 6-3, 6-3         |
| 6. | 31 ottobre 2021  | Internationaux Féminins de la Vienne, Poitiers | Cemento (i) | Simona Waltert       | 6-4, 6-3         |
| 7. | 3 settembre 2023 | TCCB Open, Collonge-Bellerive                  | Terra rossa | Lucrezia Stefanini   | 6-2, 6-1         |

#### Sconfitte (10)
| Torneo $100.000 (0) |
| Torneo $80.000 (0)  |
| Torneo $75.000 (0)  |
| Torneo $60.000 (2)  |
| Torneo $50.000 (0)  |
| Torneo $40.000 (0)  |
| Torneo $25.000 (5)  |
| Torneo $15.000 (1)  |
| Torneo $10.000 (2)  |

| N.  | Data              | Torneo                                                   | Superficie  | Avversaria in finale | Punteggio        |
| 1.  | 28 settembre 2014 | Open Internacional Femenino Brezo Osuna, Madrid          | Cemento     | Elizaveta Jančuk     | 2–6, 3–6         |
| 2.  | 28 giugno 2015    | Open GDF SUEZ du Périgord, Périgueux                     | Terra rossa | Mathilde Johansson   | 4–6, 2–6         |
| 3.  | 23 agosto 2015    | BNP Paribas Ladies Open, Fleurus                         | Terra rossa | Elyne Boeykens       | 4–6, 2–6         |
| 4.  | 4 settembre 2016  | Focus Tennis Only Open, Schoonhoven                      | Terra rossa | Chiara Scholl        | 1–6, 4–6         |
| 5.  | 26 marzo 2017     | Forte Village International Tournament, Pula             | Terra rossa | Katarina Zavac'ka    | 1-6, 3-6         |
| 6.  | 15 aprile 2018    | ITF Womens Tennis Club de Tunis, Tunisi                  | Terra rossa | Valentina Ivachnenko | 2-6, 2-6         |
| 7.  | 18 agosto 2018    | Disa Gran Canaria, Las Palmas de Gran Canaria            | Terra rossa | Başak Eraydın        | 2-6, 1-6         |
| 8.  | 2 febbraio 2020   | ITF Pro Circuit Nonthaburi, Nonthaburi                   | Cemento     | Ankita Raina         | 3-6, 5-7         |
| 9.  | 1º agosto 2021    | Kozerki Open, Grodzisk Mazowiecki                        | Terra rossa | Ekaterine Gorgodze   | 6(7)-7, 6-0, 4-6 |
| 10. | 17 luglio 2022    | Torneo Internazionale Femminile Antico Tiro a Volo, Roma | Terra rossa | Tara Würth           | 3-6, 4-6         |

### Doppio

#### Vittorie (1)
| Torneo $100.000 (0) |
| Torneo $80.000 (0)  |
| Torneo $75.000 (0)  |
| Torneo $60.000 (0)  |
| Torneo $50.000 (0)  |
| Torneo $40.000 (0)  |
| Torneo $25.000 (0)  |
| Torneo $15.000 (1)  |
| Torneo $10.000 (0)  |

| N. | Data            | Torneo                  | Superficie  | Partner                 | Rivali in finale                | Risultato |
| 1. | 14 gennaio 2017 | Hammamet Open, Hammamet | Terra rossa | María Teresa Torró Flor | Joséphine Boualem Julia Grabher | 6-4, 6-4  |

#### Sconfitte (4)
| Torneo $100.000 (0) |
| Torneo $80.000 (0)  |
| Torneo $75.000 (0)  |
| Torneo $60.000 (0)  |
| Torneo $50.000 (0)  |
| Torneo $40.000 (0)  |
| Torneo $25.000 (0)  |
| Torneo $15.000 (0)  |
| Torneo $10.000 (4)  |

| N. | Data             | Torneo                                                        | Superficie | Partner               | Rivali in finale                  | Risultato        |
| 1. | 10 dicembre 2012 | ITF Djibouti Open, Gibuti                                     | Cemento    | Amandine Hesse        | Diana Bogolij Jana Sizikova       | 3–6, 6–3, [8–10] |
| 2. | 17 dicembre 2012 | ITF Djibouti Open, Gibuti                                     | Cemento    | Amandine Hesse        | Diana Bogolij Jana Sizikova       | 7–5, 4–6, [4–10] |
| 3. | 18 febbraio 2013 | Jolie Ville Golf Women's, Sharm el-Sheikh                     | Cemento    | Clothilde de Bernardi | Anja Prislan Jasmin Steinherr     | 6–3, 2–6, [4–10] |
| 4. | 18 gennaio 2014  | Open Féminin de tennis de l'Ile de Saint-Martin, Saint Martin | Cemento    | Léa Tholey            | Khristina Blajkevitch Brandy Mina | 5-7, 2-6         |